# 王子大街花園

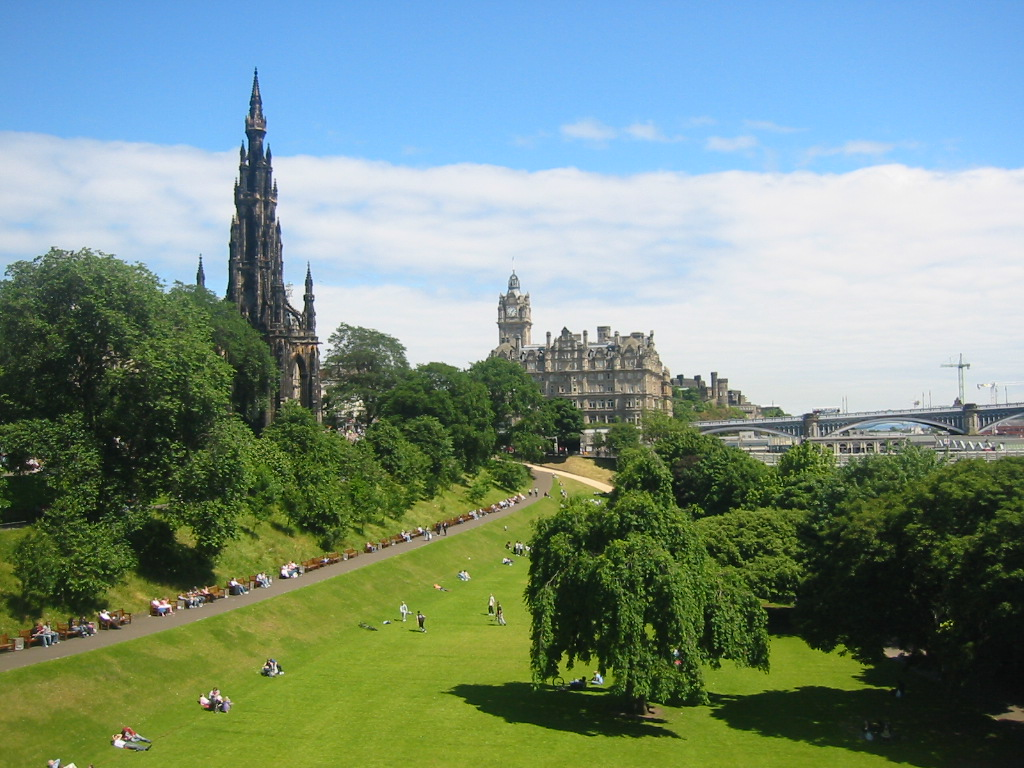
王子大街花園

王子大街花園（Princes Street Gardens）是蘇格蘭愛丁堡市中心的一座公園，位於王子街南側。王子大街花園修建於1770年代和1820年代，原本是一座湖泊。這座花園是愛丁堡最著名的花園，每年有眾多遊客到訪，經常舉辦演出活動，並且也是愛丁堡國際藝術節的煙花會場。

## 外部連結
- Bartholomew's Chronological Map of Edinburgh (1919) （页面存档备份，存于）
- Princes Street Gardens from Edinburgh City Council
- History of Ross Fountain （页面存档备份，存于）
- http://www.edinphoto.org.uk/0_B/0_books_-_edinburgh_air_raid_shelters_p10+p11.htm （页面存档备份，存于）

55°57′0.18″N 3°12′10.78″W / 55.9500500°N 3.2029944°W